# TBSテレビのアナウンサー一覧
- TBSテレビ > TBSテレビのアナウンサー一覧
- TBSラジオ > TBSテレビのアナウンサー一覧

TBSテレビのアナウンサー一覧（ティービーエステレビのアナウンサーいちらん）は、TBSテレビ アナウンスセンターに所属するアナウンサーを一覧にしたものである。なお、ラジオ・テレビ各分社化前のラジオ東京（KRT）→東京放送（TBS、現：TBSホールディングス〈TBSHD〉）に所属していたアナウンサーも含めて表記する。

## アナウンスセンター 管理職
- 男性
  - 清原正博（専任部長）
  - 初田啓介（部長待遇エキスパート職）
  - 小笠原亘（部次長待遇エキスパート職）
  - 土井敏之（部長待遇エキスパート職）
  - 安住紳一郎（役員待遇エキスパート職）※TBS→TBSテレビの現職アナウンサーでは初めて、2023年7月1日付で役員待遇相当の役職に昇進[2]。
  - 伊藤隆太（主幹）
  - 駒田健吾（部長代理）
  - 新タ悦男（主席）
  - 佐藤文康（主席）
  - 井上貴博（エキスパート特任職トップスペシャリスト）

- 女性
  - 小川知子（センター長）[3]
  - 江藤愛（エキスパート特任職トップスペシャリスト）

## 現職アナウンサー
入社年順に表記

### 男性
- 1988年 - 清原正博
- 1993年 - 初田啓介
- 1996年 - 小笠原亘、土井敏之（NHKからの中途採用で1月1日に入社）
- 1997年 - 安住紳一郎、伊藤隆太（報道局ニュースセンターの記者を兼務）
- 1998年 - 駒田健吾（2022年10月から2024年3月上旬までアナウンスセンター部長として管理業務に専念）、新タ悦男
- 1999年 - 佐藤文康
- 2001年 - 藤森祥平（2021年10月から2023年8月まで報道局ニュースセンター外信部と兼務→JNNニューヨーク支局の特派員を歴任）
- 2004年 - 赤荻歩、蓮見孝之（2023年6月下旬から12月まで休職）[4]
- 2006年 - 伊藤隆佑
- 2007年 - 井上貴博、杉山真也
- 2008年 - 山本匠晃
- 2010年 - 石井大裕
- 2013年 - 熊崎風斗
- 2017年 - 喜入友浩
- 2019年 - 渡部峻（2024年6月3日から12月まで番組への出演を見合わせ） [5]
- 2020年 - 齋藤慎太郎、南波雅俊（NHKからの中途採用で10月1日に入社）
- 2021年 - 小沢光葵、高柳光希（2024年1月からアナウンス業務を休止→「社内留学制度」を通じて同年4月まで事業投資戦略部で研修）
- 2022年 - 古田敬郷
- 2025年 - 長尾翼、中谷恒幹

### 女性
- 1998年 - 外山惠理
- 2000年 - 山内あゆ
- 2003年 - 高畑百合子
- 2006年 - 出水麻衣（事業投資戦略局の事業投資戦略部員を兼務）[6]
- 2009年 - 江藤愛
- 2011年 - 古谷有美
- 2013年 - 小林由未子
- 2014年 - 皆川玲奈
- 2015年 - 上村彩子
- 2016年 - 日比麻音子、山本恵里伽
- 2017年 - 山形純菜
- 2018年 - 宇賀神メグ、田村真子、良原安美
- 2019年 - 近藤夏子、篠原梨菜、若林有子
- 2020年 - 野村彩也子 （後述する事情で2023年9月から1年間休養→2024年9月から復帰）[7]
- 2021年 - 佐々木舞音
- 2022年 - 吉村恵里子
- 2023年 - 南後杏子、御手洗菜々
- 2024年 - 浦野芽良

## 元アナウンサー
入社年順に表記。

### 他の部署やグループ会社へ異動
（ ）内の数字はアナウンス部在籍期間。

#### 男性
- 1985年
  - 日下部正樹[8]（ - 1990年、報道局報道番組部スペシャリスト部長で『報道特集』のキャスター）
- 1986年
  - 武方直己[8]（ - 2006年、スポーツ局業務推進部次長）
- 1988年
  - 佐古忠彦[9]（ - 2017年、報道局。異動後はドキュメンタリー映画の監督としても活動している。2024年8月で正社員定年の60歳に到達）
- 1989年
  - 小林豊（ - 2019年、メディアビジネス局）
  - 斎藤哲也（ - 2022年6月、編成考査局）
  - 原山理一郎[10]（ - 1991年[11]、メディアビジネス局）
- 1990年
  - 岩井健浩[10]（ - 2011年、情報制作局）
- 1993年
  - 清水大輔（元・札幌テレビ放送アナウンサー。 - 2022年6月、総務局及び人事労政局）
- 1996年
  - 志賀大士[12]（ - 2005年、制作局のバラエティ制作部員として、『COUNT DOWN TV』などのプロデューサーを担当）
- 2014年
  - 品田亮太（ - 2019年6月、報道局経済部の記者）

#### 女性
- 1966年
  - 川戸恵子（旧姓:堀川、 - 1988年、シニアコメンテーター。夫は川戸貞吉）
- 1983年
  - 牧嶋博子[13]（ - 1987年、報道局解説・専門記者室長）
- 1989年
  - 小笠原保子[10]（ - 2002年、報道局）
- 1990年
  - 有村美香[10]（ - 2010年、総務局）
- 1991年
  - 秋沢淳子（ - 2019年、総務局CSR推進部長、「TBS DigiCon6」の海外ディレクターとしてYouTubeの関連チャンネルで活動中）
- 1994年
  - 長岡杏子（ - 2021年6月、営業局営業推進部長、BS-TBSの『落語研究会』には、TBSホールディングス事業投資戦略局ライフスタイル事業戦略部への異動直後まで出演していた）
- 1996年
  - 広重玲子[12]（ - 2009年、総務局）
- 1999年
  - 豊田綾乃（ - 2024年6月、人事労政局のマネジャー[14]）
- 2005年
  - 岡村仁美（ - 2022年6月、アナウンサー時代の2015年から、報道局社会部の記者を兼務していた。第1子の出産に伴う休暇から2022年3月に復帰したが、同年7月1日付で兼務を解かれるとともに社会部へ転籍[15]）
- 2006年
  - 水野真裕美（ - 2024年3月、アナウンサー時代の2022年7月から、『関口宏のサンデーモーニング』のサブキャスターを務めつつ、人事労政局の人材開発部員を兼務していた。2024年春の番組リニューアルを機にキャスターを降板したことを受けて、同年4月1日付で人事労政局の人材開発部へ転籍）

### 退職者・物故者
（）内の数字は、旧ラジオ東京→旧東京放送時代や、アナウンス関連以外の部署への異動後も含めたTBSテレビへの在籍期間。特記事項の無い人物は主にフリーアナウンサーやニュースキャスター、司会者、タレントとして活動している。※はアナウンス部長の経験者。●は故人で、アナウンサーとしての在職中に急逝した人物を含む。

#### 男性
- 1951年
  - 芥川隆行●（ - 1959年。妻は本田節子。フリーアナウンサー、ナレーター。ナレーターとしては『兼高かおる世界の旅』『ナショナル劇場』（水戸黄門や大岡越前など）を担当。1990年10月に死去[16][17]）
  - 池谷三郎[16]●（ - 1978年。2002年10月に死去[18]）
  - 市原信義●（ - 1984年。1992年3月に死去[16]）
  - 稲川英雄[16]●（ - 1980年。2004年3月に死去[19]）
  - 上松康郎[20]（元NHKアナウンサー[注釈 1]。 - 1952年）
  - 小高芳雄●（ - 1970年、1993年8月に死去[20]）
  - 財前和夫[22]（ - 1984年）
  - 沢弘三[16]（ - 1983年）
  - 高野啓二●（ - 1978年8月。放送業務局視聴者センター在職中に死去[22]）
  - 永井資久●（ - 1981年。2000年7月に死去[22]）
  - 平野貞一[20]（元NHKアナウンサー[注釈 2]。 - 1970年）
  - 安田一雄●（元NHKアナウンサー[注釈 3]。 - 1975年。1999年3月に死去[20]）
  - 吉村光夫[20]●（元NHK鹿児島放送局アナウンサー[注釈 4]。 - 1981年。1970 - 80年代、「ロングおじさん」名義で『夕やけロンちゃん』など子供向け番組に出演。2011年1月に死去[26]）
  - 若林漸[22]（ - 1961年）
  - 渡辺仁三●（ - 1969年。1987年12月に死去[20]）
- 1952年
  - 榎本勝起[27]●（ - 1984年定年退職。当初は編成局考査部→制作一課→調査部を経て、1954年4月からアナウンサー。定年後はTBS特別常任嘱託を経て、放送ジャーナリスト[28]。2021年11月に死去[29]）
  - 大塚矩男●（元NHKアナウンサー[注釈 5]。 - 1975年。1997年12月に死去[31]）
  - 近江正俊●（元NHKアナウンサー[注釈 6]。 - 1976年。国際交流基金派遣日本語教師としてインドネシア・アイルランガ大学派遣日本語講師を務めた。1984年10月に死去[33]）
  - 小坂秀二[33]※●（元NHKアナウンサー[注釈 7]。 - 1973年。2003年4月に死去[35]）
  - 坂本荘●（元NHKアナウンサー[注釈 7]。 - 1968年。1952年には、NHKから移籍したうえで、チーフアナウンサーとして10月1日開局のラジオ中国（現在の中国放送）へ出向していた[36]。1980年11月に死去[33]）
  - 中村要輔※●（元NHKアナウンサー[注釈 7]。 - 1974年。1978年1月に死去[33]）
  - 吉川久夫●（ - 1986年、当初は報道部、アナウンス部在籍期間は1953年 - 1970年。2001年7月に死去[37]）
  - 吉田謙司[31]（元NHKアナウンサー[注釈 5]。 - 1975年）
- 1953年
  - 落合博一[31]（ - 1986年）
  - 杉山真太郎●（ - 1985年。緑山スタジオ・シティに転籍。『ナショナル劇場』2代目ナレーター。1998年9月に死去[37]）
  - 鈴木千秋[37]（ - 1961年）
  - 薗田潤●（ - 1985年。1994年11月に死去[37]）
  - 高野昭平[31]※（ - 1985年。アナウンサープロダクション『メディア・スタッフ』取締役相談役[38]）
  - 竹山恭二[37]●（ - 1986年。映像作家・文筆家。妻は楢木昭子。2008年8月に死去[39][40]）
  - 鶴田全夫●（元NHKアナウンサー[注釈 6]。 - 1980年。1992年2月に死去[31]）
  - 中川恭一[37]（ - 1985年）
  - 真山照政[37]（ - 1956年）
  - 渡辺謙太郎●（ - 1985年。アナウンサープロダクション『メディア・スタッフ』へ設立と同時に出向し、代表取締役などを務めた。2006年11月に死去[37][41]）
- 1954年
  - 小竹隆夫[27]（ - 1992年）
  - 山林正明[27]（ - 1986年）
- 1955年
  - 鈴木治彦[42]（ - 1984年）
  - 田畑国夫[42]（ - 1985年）
  - 増子智英[42]（ - 1992年）
  - 松野道男[42]（ - 1983年）
  - 柳広武●（ - 1981年。1990年6月に死去[42]）
- 1957年
  - 青柳純一[43]（ - 1993年）
  - 岡部達[43]●（ - 1994年。2022年8月に死去[44]）
  - 金坂光春●（ - 1986年11月。1986年11月退職直後に死去[45]）
  - 仁村秀雄[45]（ - 1992年）
  - 山本文郎[45]●（ - 1994年9月。還暦3ヶ月前に早期定年退職。2014年2月に死去[46]）
- 1959年
  - 池田孝一郎[47]※（ - 1995年。後に広報局を担当）
  - 石井智●（ - 1995年7月。1995年9月定年退職直後に死去[47]）
  - 川野昌宏●（ - 1994年4月。報道局次長[48] 在職中に死去[47]）
  - 里見恭夫[47]（ - 1993年）
  - 新堀俊明[49]●（ - 1992年。日本大学芸術学部放送学科教授→非常勤講師。在職中の1987年 - 1997年まで『サンデーモーニング』コメンテーター。2018年3月に死去[50][51][52]）
  - 土屋統督[53]（ - 1995年）
  - 藤田和弘[53]（ - 1994年）
  - 料治直矢[53]●（ - 1995年。在職中の1987年 - 1997年2月まで『JNN報道特集』メインキャスター。1997年7月に死去[53]）
- 1960年
  - 山田二郎[54]（元NHK佐賀放送局アナウンサー[注釈 8]。 - 1991年2月）
- 1961年
  - 川戸貞吉[54]●（ - 1993年、演芸評論家。妻は川戸恵子。2019年3月に死去[56]）
  - 田淵威[54]（ - 1997年）
  - 恒田光男[54]（ - 1996年）
  - 新村尚久[54]（ - 1997年）
  - 平山允[57]（ - 1995年）
  - 藤林英雄[57]（ - 1997年）
- 1962年
  - 小泉正昭[58]（ - 1999年）
  - 清水将夫[58]（ - 1999年）
  - 鈴木史朗[58]（ - 1998年）
- 1964年
  - 石川顯[59]（ - 2001年）
  - 大沢悠里[59]（ - 1991年）
  - 小島康臣[59]（ - 2000年）
  - 平原晋太郎[60]●（ - 1993年3月。事業局事業部専任部長[61]在職中に死去）
  - 桝井貞之[60]（桝井論平。 - 1999年）
- 1965年
  - 今村稔[62]（ - 2001年）
  - 小川哲哉[62]（ - 1972年）
  - 車尾具昭[62]（ - 2000年）
  - 五味陸仁[63]（ - 2003年）
  - 多田護[63]※●（ - 2001年。2017年6月に死去[64]）
  - 奈良陽[63]●（ - 2002年。2007年8月に死去[65]）
- 1967年
  - 青木靖雄[66]（ - 2004年）
  - 小口勝彦[66]（ - 2004年。妻は元フジテレビアナウンサーの岩崎真純[67]）
  - 久米宏[66]（ - 1979年）
  - 林美雄[66]●（ - 2002年[68]。在職中に死去[68]）
  - 宮内鎮雄[69]●（ - 2005年1月。2022年1月に死去[70]）
- 1968年
  - 小島一慶[71]●（ - 1990年3月。フリーアナウンサー、ナレーター。妻は池田園子[72]。2020年4月に死去[73]）
  - 松永邦久[71]（ - 2004年9月定年退職。実弟は元北海道放送アナウンサーの松永俊之）
- 1969年
  - 石原俊爾（ - 2018年。2009年〜2016年東京放送（→東京放送ホールディングス（TBSHD））代表取締役社長、2009年〜2015年TBSテレビ代表取締役社長、2016年〜2018年 東京放送ホールディングス（TBSHD）、TBSテレビ取締役会長）
  - 稲生二平（ - 2006年）
  - 田中啓生[74]（ - 2006年）
  - 田中良紹[74]（ - 1991年。ジャーナリスト[75]）
  - 山田修爾[74]※●（ - 2005年。初期はアナウンサー。後にプロデューサー（『ザ・ベストテン』のプロデューサー、演出家。2005年、芸能事務所『CMA（→キャスト・プラス）』に転籍し常務取締役、代表取締役社長、取締役相談役を歴任。2013年8月に死去[76][77][78][79]）
- 1972年
  - 近藤美矩[74]（ - 2003年。2023年現在、土曜のラジオニュースデスク。土曜夕方の全国ネット『ウイークエンドネットワーク』などを担当）
  - 辻村国弘[74]（元NHKアナウンサー[注釈 9]。 - 2006年。後に『JNN報道特集』のディレクター、『NEWS23』のデスク、『世界遺産』のプロデューサーを歴任[81]）
- 1973年
  - 山口慎弥（元NHKアナウンサー、 - 2003年）
- 1974年
  - 千葉陽一[82]（ - 2011年。コンピュータ会社への勤務を経て中途採用扱いで入社）
- 1975年
  - 松下賢次[82]（ - 2013年）
  - 宮澤隆[82]（ - 2012年）
- 1976年
  - 生島博[82]（生島ヒロシ、 - 1989年3月。フリーアナウンサー、タレント、芸能事務所『生島企画室』元代表取締役会長、1998年から2025年までは『生島ヒロシのおはよう定食&一直線』のメインパーソナリティ）
  - 高橋進（ - 2016年）
  - 鈴木順[82]（ - 2013年）
  - 松宮一彦[83]●（ - 1998年。1999年9月に死去[84]）
- 1979年
  - 中村秀昭（ - 2016年）
  - 林正浩[85]（ - 2016年3月定年退職）
- 1981年
  - 柴田秀一[85]（  - 2017年2月。解説委員との兼務を経て還暦7ヶ月前に早期定年退職。TBSラジオのニュースデスク（金曜）、ラジオ『爆笑問題の日曜サンデー』ニュース解説、日本大学法学部新聞学科専任教員[86]）
  - 中村尚登[13]（ - 2017年9月定年退職。TBSラジオのニュースデスク[87]、『爆笑問題の日曜サンデー』ニュース解説）
- 1983年
  - 浦口直樹（ - 2020年6月定年退職）
- 1984年
  - 柄沢晃弘[13]（ - 1991年。スポーツアナウンサーとして、1992年にWOWOWへ移籍）
  - 椎野茂（ - 2019年）
- 1985年
  - 下村健一[8]（ - 1999年）
- 1986年
  - 岡崎潤司（ - 2022年）
  - 岡田泰典（ - 2022年）
  - 戸崎貴広（ - 2022年）
- 1987年
  - 池田裕行（ - 2022年）
- 1988年
  - 杉山真喜人（ - 2022年）
  - 向井政生●（ - 2023年1月。在職中の2023年1月に死去[88]）
- 1990年
  - 田中宏明[10]（ - 1996年）
- 1991年
  - 安東弘樹[89]（ - 2018年）
- 1993年
  - 宮澤祐介[89]（ - 2000年）
- 1994年
  - 升田尚宏[89]●（元NHKアナウンサー[注釈 10]。 - 2022年。報道局の記者を兼務。事業関連部局への異動でアナウンス職を離れてからも『おぎやはぎのメガネびいき』（TBSラジオ）内のコーナーでナレーションを担当していたが、財務戦略局在職中の2022年6月に死去[91]）
- 2001年
  - 有馬隼人[92]（ - 2004年）
- 2003年
  - 高野貴裕（ - 2025年1月、退職後の2025年7月から東京都議会議員)
- 2013年
  - 国山ハセン（ - 2022年12月[93]。退職後の2023年1月からは、「映像プロデューサー」という肩書で株式会社PIVOTに参画しながら、社外でタレント活動を展開）
- 2018年
  - 小林廣輝（ - 2022年7月[94]）

#### 女性
- 1951年
  - 植村二三子[20]（ - 1955年）
  - 大野方子[22]（ - 1963年）
  - 高杉恵津子[22]（ - 1984年）
  - 高橋百合子[16]（ - 1953年）
  - 玉井和子[22]（ - 1961年）
  - 楢木昭子[22]（現姓：竹山／ - 1961年。放送史研究者。昭和女子大学名誉教授。夫は竹山恭二[39][40]）
  - 本田節子[22]（ - 1983年。夫は芥川隆行[17]）
  - 武藤和子[22]●（ - 1960年。夫はTBS元社長の濱口浩三。2010年12月に死去[95]）
- 1953年
  - 岡本昌子[37]（ - 1956年）
  - 清水春子[27]（ - 1961年）
  - 高橋昭夸[27]（ - 1955年）
  - 中島みち[27]●（ - 1959年。ノンフィクション作家。2015年10月に死去[96]）
- 1954年
  - 甘利和子[27]（ - 1985年）
  - 綱徳子[27]（ - 1963年）
  - 来栖琴子[97]（元NHKアナウンサー[注釈 3]。 - 1979年。当初は嘱託だったが1963年6月に正社員）
- 1955年
  - 大沢嘉子[42]（ - 1963年）
  - 杉田喜代子[43]（ - 1956年）
  - 高橋作子[43]（ - 1992年）
  - 松浦園子[43]（ - 1962年）
- 1956年
  - 町田教子[43]（現姓：木元／ - 1958年。当初は編成局嘱託、1957年に社員採用され正式に入社。退職後は評論家、ジャーナリスト[98]）
- 1957年
  - 麻生雅子[45]（ - 1994年）
  - 石川知子[45]（ - 1963年）
  - 大場ゆかり[45]（ - 1961年）
  - 草間範子[45]（ - 1961年）
  - 佐藤美智子[47]（ - 1960年）
  - 鈴木美江[47]（ - 1960年）
  - 須藤孝子[47]（ - 1963年）
  - 前田和子[47]（ - 1959年）
  - 三好和子[47]（ - 1960年）
- 1959年
  - 相場君子[53]（ - 1963年）
  - 今井登茂子[53]（ - 1962年）
  - 加藤かな子[53]（ - 1964年）
  - 加藤珪子●（ - 1964年。1984年2月に死去[53]）
  - 土井誉子[53]（ - 1961年）
  - 蛭田玲子[53]（ - 1964年）
- 1961年
  - 内田房子[57]（ - 1963年）
  - 小木曽ひろ子[57]（4月 - 1961年8月）
  - 坂元良江[57]（ - 1970年）
  - 島倉恭子[57]（ - 1965年）
  - 野中泰子[57]（ - 1997年）
  - 原田淑枝[57]（ - 1965年）
  - 結城田鶴子[57]（ - 1964年）
  - 若本ミチ子[57]（ - 1963年）
- 1962年
  - 梅田早苗[58]（ - 1998年）
  - 古村朋子[58]（ - 1968年）
  - 佐藤紀子[58]（ - 1966年）
  - 塩田光代（ - 1964年）[58]
  - 清水恵子●（ - 1967年。1993年6月に死去[58]）
  - 富田幸子[58]（ - 1966年）
  - 山口紘子[58]（ - 1967年）
- 1964年
  - 宇野淑子[60]（ - 2002年3月定年退職。民放女性アナウンサーで初の定年退職[99]）
  - 高階玲子[60]（ - 1992年）
  - 二村義子[62]（ - 1971年）
  - 山田照子[62]（ - 1978年）
  - 吉野好子[62]（ - 1965年）
- 1965年
  - 桐本幸子[63]（ - 1999年。後に「RAVE」から「ラブ☆コン」まで、TBSテレビ土曜夕方5時台枠のアニメの広報を担当）
  - 手塚俊子[100]（ - 1974年）
  - 本田綾子[100]（ - 1969年）
- 1966年
  - 岩崎直子[100]（ - 1970年）
  - 遠藤泰子[100]（ - 1972年。『森本毅郎・スタンバイ!』パーソナリティ）
  - 藤田恒美[100]（ - 2003年）
  - 堀川友子[100]（ - 1970年）
- 1968年
  - 池田園子[71]（ - 1970年。夫は小島一慶[72]）
  - 石井和子[71]（ - 1971年。フリーアナウンサー、気象予報士、日本気象予報士会顧問（前会長））
  - 見城美枝子[71]（ - 1973年。フリーアナウンサー、エッセイスト、ジャーナリスト、青森大学副学長社会学部教授）
  - 郷司淑子[71]（ - 1974年）
  - 菅原牧子[71]（ - 2003年）
- 1977年
  - 神津栄子[83]（旧姓：浅井／ - 1992年）
  - 三雲孝江[85]（ - 1990年。『情報7days ニュースキャスター』『ひるおび!→ひるおび』（月曜日）コメンテーター。娘はNHKアナウンサー・星麻琴）
  - 吉川美代子[85]（ - 2014年定年退職）
- 1983年
  - 有村かおり[13]（現姓：松富／ - 1999年。キャスター、作家）
  - 野口雅子[13]（現姓：須賀／ - 1990年）
- 1984年
  - 大沼真理（ - 2021年）
- 1987年
  - 木場弘子[9]（ - 1992年。千葉大学教育学部特命教授。夫は元プロ野球選手で、中日ドラゴンズの監督なども歴任した与田剛）
  - 戸田恵美子[9]（旧姓：畑／ - 2004年）
  - 長峰由紀（ - 2023年3月。定年の3ヶ月前に退職。2023年11月現在、TBSラジオ『爆笑問題の日曜サンデー』ここは赤坂応接間のコーナーでナレーションが使われている）
- 1988年
  - 香川恵美子[9]（ - 1998年。※女性では初めて、「スポーツアナウンサー」として新卒採用。退職後にオリックス・ブルーウェーブ外野手（当時）の田口壮（現在はオリックス・バファローズの一軍コーチ）と結婚してからは、公の活動（在職中から手掛けているエッセイの執筆など）における名義を「田口恵美子」に変更している）
- 1989年
  - 福島弓子[10]（ - 1999年。夫は元プロ野球選手・メジャーリーガーのイチロー（現在はシアトル・マリナーズ会長付特別補佐兼インストラクター））
- 1990年
  - 渡辺真理[10]（ - 1998年。夫は元フジテレビジョンドラマプロデューサーの高井一郎）
- 1993年
  - 雨宮塔子[89]（ - 1999年）
- 1994年
  - 進藤晶子[89]（ - 2001年。夫はプロゴルファーの深堀圭一郎）
- 1995年
  - 小島慶子[12]（ - 2010年6月。 タレント、エッセイスト、女優）
  - 堀井美香（ - 2022年3月。姪は元静岡放送アナウンサーの近江由佳[101]）
- 1996年
  - 木村郁美[12]（ - 2021年）
- 1997年
  - 小倉弘子（ - 2024年12月）
- 1999年
  - 海保知里[92]（ - 2008年）
- 2000年
  - 久保田智子[92]（ - 2017年。2020年- 2024年。2017年にいったん退職したが、コロンビア大学・東京大学大学院への進学などを経て、2020年に新設されたジョブリターン制度を通じて同年12月から報道局員として復職。報道局に在籍したまま、2022年4月から「NEWS DIG」の編集長へ就任したことを機に、アナウンサー時代に担当していた『news23』へのレギュラー出演を再開していた。復職後に兵庫県姫路市から教育長への就任を要請されたことを受けて、2024年3月31日付でTBSテレビを再び退職した後に、翌4月1日付で教育長に就任（任期は3年））
- 2001年
  - 竹内香苗[92]（ - 2012年。ホリプロ所属のフリーアナウンサー）
- 2002年
  - 川田亜子●（ - 2007年3月。2008年5月に死去[102]）
  - 山田愛里（ - 2012年。北川愛里として、国連難民高等弁務官事務所勤務）
- 2003年
  - 小林麻耶（ - 2009年3月。國光真耶として活動[103]）
- 2005年
  - 青木裕子（ - 2012年12月。夫はナインティナインの矢部浩之）
  - 新井麻希（ - 2010年。フリーアナウンサー、ラジオパーソナリティとして活動）
- 2008年
  - 加藤シルビア（ - 2025年2月）
  - 枡田絵理奈（ - 2015年6月。夫はプロ野球選手（広島東洋カープ内野手）の堂林翔太）
- 2009年
  - 田中みな実（ - 2014年9月。女優、タレント、ファッションモデル）
- 2010年
  - 小林悠（ - 2016年3月。退職後は、メンタルクリニックの理事を経て、「アンヌはるか」名義でアロマテラピスト・美容家として活動。「アンヌ遙香」名義で2024年6月に「MODEA」（出身地の北海道札幌市に本社を置くファッションモデル事務所）へ所属したことを機に、翌7月から、『今日ドキッ!』（北海道放送）のコメンテーターを皮切りにテレビ番組への出演を再開している）
  - 佐藤渚（ - 2017年3月。夫は元・プロサッカー選手の柏木陽介。柏木が2023年にFC岐阜で現役を引退したことを受けて、2024年7月から、居住地域の東海地方を拠点にフリーアナウンサーとしての活動を再開している[104]）
- 2011年
  - 吉田明世（ - 2019年1月。アミューズ所属のフリーアナウンサー。ラジオパーソナリティとして活動）
- 2012年
  - 林みなほ（ - 2019年9月。退職後は実業家として、「sai & co.」（個人事務所を兼ねた芸能プロダクション）などを運営）
- 2013年
  - 笹川友里（ - 2021年2月。※一般職扱いで2013年に入社してから、情報制作局情報二部のアシスタントディレクターを経て、かねてから配属を志望していたアナウンス部への異動（2014年）を機にアナウンス職へ転じた。夫は元・フェンシング選手で、日本フェンシング協会の会長も歴任した太田雄貴）
- 2014年
  - 宇垣美里（ - 2019年3月。退職後は、在職中の2018年から担当していた『アフター6ジャンクション』（TBSラジオ）シリーズのパートナーを続ける一方で、オスカープロモーションに所属しながら女優やコラムニストとしても活動）
- 2015年
  - 宇内梨沙（ - 2025年3月。在職中の2020年から2025年までは、ライブエンタテインメント局→新規IP開発部のeスポーツ研究所所員を兼務。退職後は事務所には属さず個人として、ゲーム実況者としても活動予定[105]）
- 2016年
  - 伊東楓（ - 2021年2月。ベルリンを拠点に絵本作家、画家[106]として活動）
- 2017年
  - 山本里菜（ - 2023年10月。退職後は、入社前（青山学院大学への在学中）に所属していたセント・フォースへ復帰するとともに、フリーアナウンサーとしての活動を再開[107]）
- 榎本和恵（1956年編成局嘱託。1956年10月に退職後はラジオ東京放送劇団に入団[43]）
- 松浦淑恵（元JOKK劇団→山陽放送。1956年編成局嘱託。1956年10月に退職後はラジオ東京放送劇団に入団[43]）

## 関連人物

### 総合編成本部 アナウンスセンター長
●は故人。
現在
- 小川知子（2023年7月 - ）

過去
- 中村要輔●（ - 1967年11月）
- 小坂秀二●（1967年11月15日 - 1972年1月）
- 高野昭平（1972年2月 - 1981年6月）
- 池田孝一郎（1981年7月 - 1991年4月）
- 三好和昭（1991年5月 - 1994年6月。報道出身（元『テレポートTBS6』、『JNN報道特集』プロデューサー[108]、後に東京エレクトロン監査役[109]）
- 多田護●（1994年6月 - 1997年6月）
- 弟子丸千一郎●（1997年6月 - 2001年5月。2013年10月に死去）
- 若林貴世志●（2001年5月 - 6月。元TBSホールディングス取締役。2016年3月に死去）
- 山田修爾●（2001年6月 - 2005年6月。2013年8月に死去）
- 石川眞実（2005年6月 - 7月、編成局長兼務。後にTBSテレビ常務取締役。バラエティ番組『リンカーン』に名前のみ登場していた）
- 齋藤薫（2005年7月 - 2011年6月[110]）
- 本多由幸（2011年7月 - 2017年6月。現 TBSサンワーク代表取締役社長。元 情報制作局情報センター情報2部長[111]）
- 利根川展（2017年7月 - 2023年6月、元・制作局ディレクター→プロデューサー）

### 系列局からの出向社員
過去に、報道・情報番組においてJNN系列各局のアナウンサーや報道記者が司会やニュースデスクなどを担当するために出向した事例があった。過去の該当者は以下の通り。●は故人。
- 『JNNニュースデスク』（開始当初、番組キャスターはJNN系列各局の報道記者・アナウンサーがニュースデスクとして出向していた）
  - 稲福健蔵●（琉球放送アナウンサー・報道記者／1969年度。1996年に死去）
  - 安田浄（信越放送アナウンサー・報道記者／1970年度）
  - 西川通（東北放送アナウンサー・報道記者／1971年度）
  - 村岡芳行●（中国放送アナウンサー・報道記者／1972年度。2013年1月に死去）
  - 喜田治男●（南日本放送アナウンサー・報道記者／1973年度前期。2021年7月に死去）
  - 村形貞彦（北海道放送アナウンサー・報道記者／1973年度後期 - 1974年度）
- 『モーニングジャンボ』→『モーニングジャンボ奥さま8時半です』
  - 玉井孝●（朝日放送アナウンサー／1971年度 - 1974年度。2016年12月に死去）
- 『モーニングジャンボ奥さま8時半です』[注釈 11]
  - 道上洋三（朝日放送アナウンサー／1974年度）

玉井・道上とも毎日放送とのネットチェンジ（1975年3月）を機に出向を終了。
- 『おはよう720』→『おはよう700』（主に「キャラバン」と呼ばれる国外取材キャスター）
  - 斎藤努（毎日放送アナウンサー）
  - 鈴木昭儀（静岡放送アナウンサー）
  - 荻島正己●（静岡放送アナウンサー。2014年6月に死去）
  - 小堀勝啓（中部日本放送アナウンサー）
  - 横山和正（テレビ高知アナウンサー）

後継番組の『朝のホットライン』では、荻島を静岡放送（SBS）から再び出向させたうえでキャスターに起用していた。しかし、視聴者からの大きな反響を受けて、キャスターの担当期間を延長。当初は出向期間の延長で対応することが検討されていたが、実際には「SBSの社業に影響する」との理由による退職を経て、「東京を拠点に活動するフリーアナウンサー」として出演を継続した。
- 『JNNおはようニュース&スポーツ』
  - 田中康男（岩手放送アナウンサー）
  - 横田久●（北海道放送アナウンサー／1986年ごろ。2007年8月に死去）
  - 森博和（テレビ高知アナウンサー）
- 『JNNニュースデスク'88・'89』
  - 戸田信子●（岩手放送アナウンサー／1988年10月 - 1989年9月。2018年8月に死去）
- 『JNN報道特集』
  - 原憲一（山陽放送アナウンサー→記者）
- 『筑紫哲也 NEWS23』
  - 三澤肇（毎日放送アナウンサー→報道局ニュースセンターの記者／2007年度 - 2008年度）

出向期間の満了後に、毎日放送報道局への復帰を経て、当時同局が運営していたJNNベルリン支局で支局長を務めた。2017年7月から2023年6月まで、報道局の解説委員（国政担当）として東京支社へ赴任。赴任期間の途中から東京支社の報道部長を兼務する一方で、TBSテレビの制作による『上田晋也の幻ニュース』（2019年10月8日に全国ネットで放送された特別番組）にスタジオゲストとして出演した。
- 『サンデースコープ』→『NEWS21 サタデースコープ』&『サンデースコープ経済版』（BS-TBS）
  - 石塚元章（中部日本放送論説委員／2010年度から3年間）
- 『報道1930』（BS-TBS、2025年4月より）
  - 齊藤初音（CBCテレビアナウンサー）
  - 森田絹子（北海道放送アナウンサー）

### 局契約
特記ない限りNHKから移籍
- 五木田武信（1972年 - 1978年ごろ）
- 野村泰治（1975年 - 1988年）
- 森本毅郎（1984年 - 1997年） - 専属契約解除後もTBSの番組に継続して出演
- 草野仁（1985年 - 1991年） - 同上
- 池田裕子（1986年 - 1987年） - 同系列のテレビドラマ出演をきっかけに女優に転向
- 美里（田丸）美寿々（1994年 - 2010年） - 元フジテレビジョンアナウンサー→フリー→テレビ朝日契約キャスターから移籍
- 中井亜希（1996年 - 1998年） - 専属契約解除後、関連会社のBS-iの番組に出演
- 草野満代（1997年 - 2006年）
- 膳場貴子（2006年 - 現在）

## 備考
- TBSグループのアナウンサーは全員TBSテレビの所属で、自社制作のテレビ番組に限らず、グループ会社であるTBSラジオとBS-TBSの番組にも「TBSアナウンサー」[注釈 12] として出演している。会社法上は、TBSテレビからTBSラジオ・BS-TBSへの「番組出向」（番組単位での在籍出向）と扱われていて、TBSラジオとBS-TBSはアナウンサーを社員として採用していない[注釈 13]。
- 2004年10月、東京放送（現：TBSホールディングス）は新たに設立した「TBSテレビ」（旧：TBSエンタテインメントを中心にTBSライブ・TBSスポーツを合併・当時は番組制作会社）へテレビジョン放送事業全般を委託、それに伴い東京放送在籍中のアナウンサーを含む社員820人をこの「TBSテレビ」へ同年10月1日付で出向させ、2005年以降の新卒・中途採用アナウンサーも同社が採用していた[112]。約4年もの間、社籍が異なるアナウンサーが同じ職場に在籍していたことになるが、その後、2009年4月に東京放送が持株会社へ移行、それに伴う吸収分割により、出向中の全てのアナウンサーが現在のTBSテレビへと自動的に転籍した。
- 1990年代前半まで、報道担当の男性アナウンサーは「TBSアナウンサー」としてテロップで画面に登場することは少なかった。これは報道局所属であったことや、突発的な事故などの際には取材記者も兼ねていたことが影響していた。例外として、報道担当の五味陸仁・柴田秀一・下村健一が情報番組の司会を担当していたことがあった。1980年代後半以降から情報番組・スポーツ番組担当のアナウンサーが『JNNニュース』『JNNフラッシュニュース』などを担当する機会が多くなった（山本文郎・鈴木順・高橋進・浦口直樹・岡田泰典・武方直己・清原正博・佐古忠彦・向井政生など、岡田・佐古・向井は1990年代以降報道担当へ移行）。一方で報道・情報・スポーツに分かれていた名残で、男性アナウンサーの中では報道番組（一般ニュース）を担当したのことのないアナウンサーがいる（鈴木治彦・桝井論平・吉村光夫・渡辺謙太郎・多田護・山口慎弥・池田孝一郎・岡部達・山田二郎・石井智・石川顕・久米宏・生島ヒロシ・小島一慶・松下賢次・林正浩・中村秀昭・宮澤隆・椎野茂・戸崎貴広など）。
  - 2024年度の時点では、スポーツ実況担当の男性アナウンサーが報道番組（『Nスタ』の平日版など）・情報番組（『ひるおび』など）・ラジオ番組にもレギュラーで出演。その一方で、2021年のクイーンズ駅伝テレビ中継で日比麻音子が第2中継所の実況を任されてからは、複数の女性アナウンサーが一部のスポーツ中継（主に駅伝）で実況陣に加わっている。
    - TBSラジオでは、プロ野球中継の制作業務を2009年から徐々に縮小。自社向けの放送を2017年で終了してからも、横浜スタジアムでの横浜DeNAベイスターズ主催公式戦と東京ドームでの読売ジャイアンツ主催公式戦については、JRNに加盟するビジター地元局への裏送り向けに中継の制作を続けていた。裏送り向けの中継にはTBSテレビのスポーツアナウンサーが実況・リポート要員として派遣されていたが、TBSラジオが2022年限りで裏送り中継の制作業務からも完全に撤退したため、2023年以降はプロ野球を実況する機会が（BS-TBS・TBSチャンネルでの単独放送分を含めた）テレビ中継に事実上限られている。
    - 女性アナウンサーでは、日比の前にも、世界陸上アテネ大会（1997年）のテレビ中継で香川恵美子が投擲系の3種目を実況していた。2022年には、TBSラジオで放送された第19回ブラインドサッカー日本選手権決勝（日本のラジオ局では初めてのブラインドサッカー公式戦）中継で、佐々木舞音が土井敏之と共に実況を担当。同年のクイーンズ駅伝テレビ中継では、TBS→TBSテレビが制作する駅伝中継では初めて、中継所の実況を現職の女性アナウンサー（日比・佐々木・篠原梨菜）だけで賄った。
- TBSテレビが株式会社である以上、社内での労使交渉がまとまらなければ、労働組合のストライキも起こりうる。その場合、担当番組を管理職のアナウンサーや外部のフリーアナウンサーが代行出演する。2009年（平成21年）3月13日には、全国ネット向けの生放送番組（『ピンポン!』『2時っチャオ!』『イブニング・ファイブ』）でメイン司会などを担当していたアナウンサーも、労働組合員としてストライキへ参加することを理由に休演した。ただし、当該番組では放送上、休演に至った事情に一切言及していない。なお、TBSラジオの番組へ「在籍出向」扱いで出演しているアナウンサーは、担当日が同局労働組合のストライキ中でも通常どおり出演している（当該項で詳述）。
- TBSテレビでは、退職者を対象とした復職（ジョブリターン）制度が2018年までに設けられた。安住紳一郎は自身のラジオ『安住紳一郎の日曜天国』でこの新設された制度に言及し、「女性アナウンサーで辞めるアナウンサーがいるんですけど、一度辞めても、8年くらい育児をして、もう一度戻ってきて中途採用を受けて、そこからキャリアを積み直すっていうスタイルが可能ってこともなりました」と説明した[113]。2020年12月には、アナウンサー経験者としては初めて久保田智子（2000年から2017年まで在籍）がこの制度で報道局員として復職[114]。2022年4月からは、「TBS NEWS DIG編集長」という肩書で『久保田智子編集長のSHARE』（インターネット向けの配信番組）を進行しているほか、アナウンサー時代にキャスターを務めていた『news23』へのレギュラー出演を「NEWS DIG」（毎週金曜日のコーナー）限定で再開していた。2019年から兵庫県姫路市の市長を務める清元秀泰からの要請をきっかけに、2024年4月1日付で同市の教育長へ就任することが決まったため、同年3月31日付でTBSテレビを再び退職。
- TBSグループでは「TBSアナウンサーカレンダー」を、TBS（ラジオとの兼営局である東京放送）時代の1998年から、TBSテレビ発足後の2022年まで毎年発売。1998 - 1999年版、2001年版および2013 - 2021年版のカレンダーは、日本テレビを除く[115]民放テレビの在京他局（テレビ朝日・テレビ東京・フジテレビ）でのカレンダーと同様に「若手・中堅世代」（20代から30代前半まで）の女性アナウンサーの写真だけで構成されていた[116]。ただし、2002 - 2012年版のカレンダーにはこの世代の男性アナウンサーからも若干名の写真が使われていた[116][117]ほか、2000年向けのカレンダーでは「女性アナウンサー版」と「男性アナウンサー版」を別々に製作していた。
  - 「TBSアナウンサーカレンダー」の製作は2022年以降も続けられているが、上記の他局と違って「『地球を笑顔にするWEEK』（SDGsの達成に向けてTBSグループとTBSテレビの系列全局が2020年の秋から展開している啓発キャンペーン）」と連動。カレンダーの撮影には、前年秋の時点で「SDGs大使」を務めるアナウンサーと前年採用（新人）のアナウンサーが、男女を問わず参加している。2023年版からは「地球を笑顔にするカレンダー」（卓上式カレンダー）の製作に特化しているものの、一般向けの発売は見送られていて[118]、関係者への頒布を想定した「非売品」と扱われている。
- 一部のアナウンサーに対しては、男女や放送波や番組のジャンルを問わず、「（収録番組や特別番組を含めた）多数の番組や、長時間にわたる複数の生放送番組を同じ時期に掛け持ちさせる」という傾向が見られる。2024年度時点の現職アナウンサーでは、2020年度の入社で、入社2 - 3年目に担当番組の総数が（テレビ・ラジオを通じて）10本に達していた野村彩也子（野村萬斎の長女）がその典型に挙げられる。もっとも、本人は入社4年目の2023年9月から、体調不良を理由に1年間の休養を余儀なくされた[119]。他にも、井上貴博や藤森祥平などが「週に6日続けて生放送番組を担当する」、安住・日比・篠原・江藤愛・熊崎風斗などが「夜間の生放送番組へ出演した後に、翌日の午前中から別の生放送番組に登場する」といったアナウンス業務をレギュラーで経験している。
  - 上記の傾向は管理職に就いているアナウンサーの一部にも及んでいて、「TBS（テレビ）のアナウンサーでは異例」とされる管理職への早期昇進を果たしていた安住・江藤は、昇進後も管理業務と並行しながら複数の生放送番組や（オリンピック・アジア陸上競技大会などの）生中継番組でメインキャスターやMCを任されている[120][121]。その一方で、TBSテレビのアナウンサー兼アナウンス部次長から2018年4月に50歳でフリーアナウンサーへ転身した安東弘樹は、「『プレイヤー』（アナウンサー）としての活動と並行しながら、『マネジャー』（アナウンス部の次長）として10人以上の部下（現職アナウンサー）の指導やスケジュール管理を任されているうちに、『他の人に迷惑を掛けないと（このような業務を）何もこなせなくなる』という中途半端な状況に限界を感じたこと」を退社の理由に挙げている[122]。
  - TBSテレビでは、野村のアナウンス業務再開（2024年9月）に際して、本人の体調不良が「（前述した担当番組の集中などによる）業務の過多」によることを公表。体調不良の兆候を早期に察知できなかったことや、本人に対する業務の負担を調整できなかったことへの深い反省の下に、局内で再発の防止へ取り組んでいることも明らかにした[119]。

## アナウンサー番組

### TBSテレビ
- ディスク・タイム（1961年）[123]
- きょうも楽しく〜小鳥とともに〜（1961年8月14日 - 1962年3月31日）[124]
- チャンネル☆ロック!
- E娘!
- ママアナのデジ@缶
- アナCAN
- メガデジ
- ナビっち（2009年4月 - 2010年3月）
- TBS24時
- 女子アナの罰
- OAを見た後に…語らナイト（2024年4月20日 - 2025年3月22日）
  - TBSテレビが制作している連続ドラマのPRを兼ねた収録番組で、同局の現職アナウンサーから、基本として同性の3名が週替わり（または2週連続）で出演。収録の時点で放送されている連続ドラマから、1つの作品の1話分を鑑賞した後に、その作品に関する感想や考察などで「パジャマトーク」を展開している。実際には、「パジャマトーク」を女性アナウンサーだけで構成する場合に、「日比＋後輩のアナウンサーから2名（山形・若林・篠原・佐々木舞音・吉村恵里子など）」という組み合わせで収録することが多い。
  - 山本恵里伽が、ナレーションをほぼ毎回担当。放送回によっては、本人がナレーションと並行しながら他の女性アナウンサー（同期入社の日比など）との「パジャマトーク」へ参加することや、他の女性アナウンサーから1名（小倉や若林など）がナレーターを代行することもある。その一方で、『特別編』と銘打たれた回では、「テーマに定めた深夜帯の連続ドラマから若干名のメインキャスト＋進行役に相当するアナウンサー1名」という組み合わせのパジャマトークを放送。放送回によっては、男性アナウンサーと女性アナウンサーを「パジャマトーク」で組み合わせることや、TBSテレビが主催するイベントを取り上げることもある。
  - 2024年9月までは、放送枠を毎週金曜日の深夜（土曜日の未明）に編成。第1回のみ青森テレビとの2局ネット、第3回（2024年5月4日）から同年9月までは、あいテレビを加えた3局ネットで放送されていた。2024年10月からは、関東ローカル番組へ移行したうえで、放送枠を毎週土曜日の深夜（日曜日の未明）に移動。ただし、TVerでは番組開始の当初から、最新回の本編動画を本放送の終了直後から1週間限定で配信している。

### BS-TBS
- スイモクチャンネル
複数のアナウンサーの中から1人が出演するコーナー・企画を放送。

### TBSチャンネル
- TBSチャンネルガイドシリーズ
- 日本全国ラーメン選手権
- 日本全国駅弁選手権
- TBS女子アナ 日本歴史探訪
- TBS女子アナ 鉄道の旅
  - ほかに女性アナウンサーが出演する紀行ものシリーズも制作・放送されている。

### TBSラジオ
- 朝のひととき（1958年） - アナウンサー制作番組[125]
- ヤンアナジョッキー → ミスヤンアナジョッキー（1992年 - 1993年）
- 倶楽部・アナ魂ダ!（2004年10月 - 2005年3月）
- アナアナ探検隊（2005年10月 - 2006年3月）
- 講談社 ラジオブックス
- Kakiiin
- 悠と渚のハツラツサンデー
- ザ・トップ5
- ラジオ・パープル
- 女子アナウンス部御中
  - かつてTBSラジオが運営していた有料の音声配信サイト「らじこん」において、複数の女性アナウンサーがそれぞれ個人で出演する音声コンテンツを配信していた。「らじこん」の廃止に伴い2015年4月をもって配信終了。
- 朗読のミカタ（朝日放送ラジオを除くJRN加盟の33局ネット番組） 
  - 「『声のプロ』『読みのプロ』による新感覚の朗読エンタテイメント番組」と銘打って、2022年度の下半期に半年間放送。実際には、赤江珠緒（朝日放送出身のフリーアナウンサーで内包先番組『赤江珠緒　たまむすび』のパーソナリティ）が出演した番組最終週を除いて、TBSテレビの現職アナウンサーから1名が週替わり（または日替わり）で朗読を担っていた。

## YouTubeチャンネル
- GAME × GAME powered by TBS【ガメガメ。】（2020年11月5日 - ）
  - TBSテレビアナウンサーで、TBSテレビの「eスポーツ研究所」所員も兼務する宇内梨沙によって開設されたYouTubeチャンネル。開設から2021年までは『ゲーム実況はじめました。〜女子アナゲーマー宇内e』、2022 - 2023年には『宇内梨沙/うなポンGAMES』の名称でそれぞれ活動していた。
- アナウンサーのゆるちゃん/たりかしCh.（2021年12月17日 - 2023年10月31日）
  - TBSテレビアナウンサーの山本匠晃・山本里菜・近藤夏子・齋藤慎太郎によって開設されたYouTubeチャンネル。チャンネル名はこの4人の名前の頭文字に由来しており、2022年2月までは『たーりーかーしーチャンネル』の名称で活動していた。
  - 2023年10月31日をもって山本里菜がTBSテレビを退職・フリーアナウンサーとして活動を再開したため、2023年11月以降は活動を休止している。

## 関連書籍
- TBSアナウンスセンター編 編『We love TBS!! 女子アナウンサーのすべて見せます。』アスキー、1998年8月。ISBN 978-4-7561-1854-7。
- アルファワークス構成・編集 編『おいしい顔ダイアリー TBSアナウンサーとCooking』学習研究社、2003年6月。ISBN 978-4-05-603148-5。